# Carnegieomysis xenops
Carnegieomysis xenops is een aasgarnalensoort uit de familie van de Mysidae. De wetenschappelijke naam van de soort is voor het eerst geldig gepubliceerd in 1943 door W.M. Tattersall.